# Theodore Sedgwick
Theodore Sedgwick (9 mai 1746, West Hartford - 24 janvier 1813, Boston), est un juriste et homme d'État américain.

## Biographie
Descendant du major général Robert Sedgwick, il suit ses études à Yale.
Durant la Guerre d'indépendance américaine, il sert comme major dans l'Armée continentale.
En 1781, il plaide dans l'affaire Brom et Bett c. Ashley, qui a conduit Elizabeth Freeman à être la première femme afro-américaine à être libérée en vertu de la constitution de l'État du Massachusetts. Cette décision a été considérée comme ayant implicitement mis fin à l'esclavage dans le Massachusetts.
Il est membre de la Chambre des représentants des États-Unis de 1789 à 1796, du Sénat des États-Unis de 1796 à 1799, puis à nouveau de la Chambre des représentants de 1799 à 1801. Il est Président pro tempore du Sénat des États-Unis en 1798, puis Président de la Chambre des représentants des États-Unis de 1799 à 1801.
En 1802, Sedgwick est nommé membre de la  Supreme Judicial Court of Massachusetts (en).

### Vie familiale
Il épouse en 1774 Pamela Dwight, fille du général Joseph Dwight (en) et nièce de Ephraim Williams (en). Ils eurent notamment :
- Elizabeth Mason Sedgwick (1775-1827), épouse de Thaddeus Pomeroy ;
- Frances Pamela Sedgwick (1778-1842), épouse d'Ebenezer Watson ;
- Theodore Sedgwick II (1780-), marié à Susan Anne Livingston (en) ;
- Henry Dwight Sedgwick (1785-1831), marié à Jane Minot ;
- Catharine Sedgwick (1789-1867), femme de lettres ;
- Charles Sedgwick (1791-1856), clerk of Massachusetts Supreme Court, marié à Elizabeth Buckminster Dwight.

## Sources
- (en) Cet article est partiellement ou en totalité issu de l’article de Wikipédia en anglais intitulé « Theodore Sedgwick » (voir la liste des auteurs).

1. 1 2  (en) « Massachusetts Court System | Mass.gov », sur www.mass.gov (consulté le 25 septembre 2020)